# Vészi János (filmrendező)
| Vészi János                               | Vészi János                                                                  |
| Kattints az alábbi külső linkek egyikére! | Kattints az alábbi külső linkek egyikére!                                    |
| ----------------------------------------- | ---------------------------------------------------------------------------- |
| Nem található szabad kép.(?)              |                                                                              |
| külső link · jogvédett                    | Elhunyt Vészi János. Librairus. Kortárs Kulturális Magazin. 2015. június 12. |

Vészi János (Budapest, 1953. október 26. – Budapest, 2015. június 11.) Balázs Béla-díjas filmrendező, televíziós műsorvezető, producer, színész.

## Pályafutása
1964-ben édesanyjával Olaszországba költözött, ahol egyházi iskolában, kollégiumban nevelkedett. Gyerekkorában, kezdetben pap akart lenni, majd zeneszerző. Orgonálni és zongorázni is tanult.
Magyarországra visszatérve az Óbudai Árpád Gimnázium növendéke volt, ahol 1972-ben érettségizett. Még ebben az évben felvételt nyert a Színművészeti Főiskolára, ahol Máriássy Félix osztályában, a film- és televíziórendező szakon végzett 1975-ben osztálya legfiatalabbjaként. Diplomamunkája a Mundslock úr című játékfilm volt, amellyel Mannheimben, Tours-ban és Łódźban is díjat nyert.
Vészi 1976-ban Várkonyi Zoltán közbenjárásának köszönhetően a filmgyárba került, ahol kezdetben kameramanként dolgozott, később kisfilmeket is készített a Vitray-féle műsorokba.
Ezt követően dolgozott a Balázs Béla Stúdióban és a Magyar Televízióban is. 1991-től 2006-ig a Stúdió című kulturális televízió-magazin műsorvezető-szerkesztő-rendezője volt. 1983-tól játékfilmrendezőként tevékenykedett. 1999-től a Színház- és Filmművészeti Egyetem tanára volt. 2004-től a Fórum Film Alapítvány elnöke tisztét viselte. Munkásságát 2006-ban Balázs Béla-díjjal ismerték el.

## Munkái

### Dokumentumfilmek
- Végtelen utazás (1979-84)
- Bubupest (1990)
- Isten veletek, oroszok (1991)
- Töredékek a térről (1995)
- Drogportré (1998)
- Glory, glory, halleluja (1999)
- Börtönfeleségek (2000)
- Márianosztrai emlék (2002)
- Happy Birthday (2005)
- Naplófércmű (2006)
- Adásunkat megszakítjuk (2006)
- A 11. Élet (2007)
- Nomád Pláza – Három vándor (2009)

### Színészként
- Városbújócska (1985)
- Erőltetett menet (1989)